# Richard Mille
Richard Mille è un'azienda svizzera produttrice di orologi da polso di lusso, con sede a Les Breuleux, fondata nel 2001 da Richard Mille e Dominique Guenat.

## Storia
Dopo aver studiato marketing a Besançon, il francese Richard Mille iniziò la sua carriera nel 1974 presso l'attività orologiera Finhor, che comprendeva i marchi Yema e Cupillard Rième ma con la cessione del brand al gruppo Seiko, nel 1992 lasciò l'azienda per diventare direttore generale della gioielleria Mauboussin. Tuttavia, a causa di divergenze sulla strategia commerciale, Mille lasciò la sua posizione e nel 1998, presentò i suoi piani per una nuova linea di orologi a Dominique Guenat, con cui aveva precedentemente lavorato in Mauboussin. Nel 1999, Mille e Guenat collaborarono con Montres Valgine e Audemars Piguet per elaborare i piani per il marchio Richard Mille.

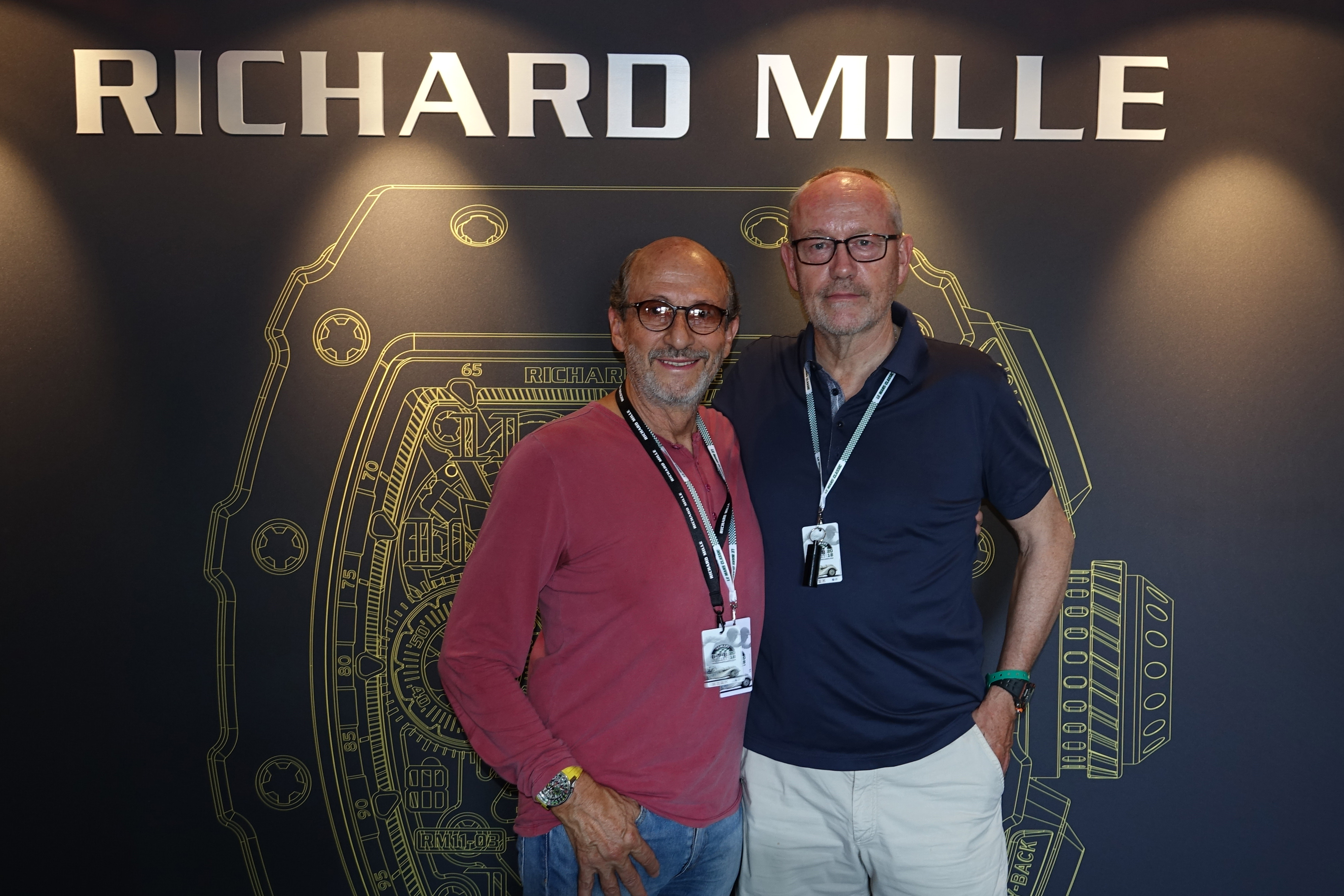
Richard Mille e Dominique Guenat

Nei due anni successivi, definirono il concetto del marchio e iniziarono a progettare i primi prototipi. In collaborazione con Audemars Piguet, che successivamente acquisì una partecipazione nel marchio nel 2007, fondarono il marchio Richard Mille.
Dopo tre anni di ricerca e prototipazione, presentarono il loro primo orologio, l'RM 001 Tourbillon, a carica manuale, dotato di una cassa in oro bianco da 18 carati di forma tonneau, elemento che diventerà il tratto identificativo della Maison.
Nell'aprile del 2013, Richard Mille e Dominique Guenat acquisirono una partecipazione del 90% in Prototypes Artisanals SA, fondata da Marco Poluzzi. L'azienda fu ribattezzata ProArt e trasferita in un nuovo edificio a Les Breuleux e iniziò a produrre le casse e alcuni componenti. Nel 2013, Richard Mille respinse un'offerta del gruppo francese Kering per acquisire una quota del 51%.

## Tecnologia

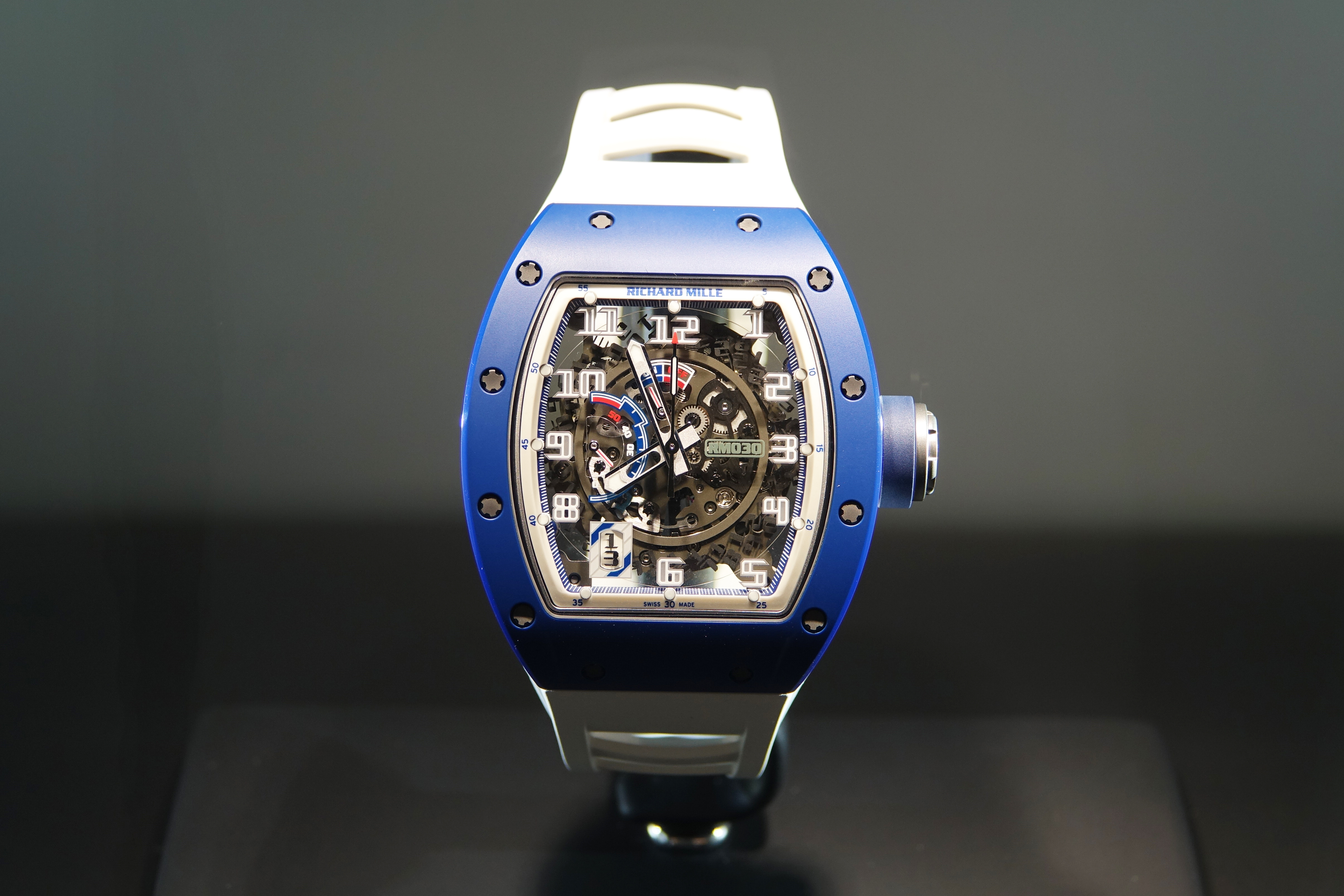
RM 030 Automatic

Gli orologi Richard Mille sono progettati per essere estremamente precisi e molto resistenti agli urti. Inoltre sono noti per il loro peso notevolmente ridotto grazie all'utilizzo di materiali come titanio di grado 5, LITAL, Carbon TPT e grafene.
La maison ha collaborato con North Thin Ply Technology (NTPT), produttore di materiali ultraleggeri utilizzati nella vela e nella Formula 1, per produrre gli orologi RM 27-02 Rafael Nadal in Carbon NTPT e Quartz TPT, e l'RM 11-03 McLaren.

### Innovazione tecnica
- Sviluppo delle prime basi in nanofibre di carbonio, titanio e Carbon TPT;
- Sviluppo della ceramica incastonata con gemme Invenzione del cristallo di zaffiro laminato (RM 53-01);
- Invenzione di nuove complicazioni orologiere: Oracle (RM 069), sensore meccanico di forza G (RM 036);
- Invenzione del rotore a geometria variabile su RM 011;
- Invenzione del rotore disinnestabile;
- Invenzione del Quartz TPT con l'azienda NTPT;

### Resistenza agli urti
Per dimostrare la resistenza dei propri orologi, il giorno della presentazione dell' RM 001, Richard Mille gettò il segnatempo a terra e rimase intatto. Grazie ad una piastra monoscocca in carbonio TPT scheletrata , il tourbillon RM 27-03 può sopportare urti di 10.000 g.

### Leggerezza
Gli orologi del marchio sono caratterizzati dal loro peso notevolmente leggero, come l'RM 27-01 Rafael Nadal, sviluppato nel 2013 con il tennista, che pesa solo 19 grammi. Nel 2017, il marchio svizzero ha presentato al salone internazionale dell'alta orologeria  l'RM 50-03 McLaren F1, un cronografo tourbillon rattrapante dal peso di 38 grammi, prodotto in 75 esemplari commercializzati ad un prezzo di oltre un milione di euro.

## Sponsorizzazioni
Il marchio Richard Mille sostiene vari sportivi ed eventi sportivi, inclusi le gare automobilistiche Le Mans Classic e Grand Prix de Pau e la regata 'Voiles de Saint Barth'.

### Aeronautica
Nel 2016, la maison ha prodotto l'orologio "RM-50-02 ACJ Tourbillon Split Seconds Chronograph" in edizione limitata a 30 pezzi in collaborazione con Airbus Corporate Jets.

### Vela
Nel 2006, Richard Mille ha stretto una partnership con il costruttore di yacht italiano Perini Navi, diventando il cronometrista ufficiale della Perini Navi Cup. Per celebrare questa collaborazione, ha lanciato l'orologio RM 014 Tourbillon Perini Navi nel 2006 e l'RM 015 Tourbillon Perini Navi nel 2007. Dal 2010, è il principale partner delle «Les Voiles de Saint Barth» con la "Richard Mille Maxi Cup".
Nel 2007, il velista britannico Ian Williams ha vinto la terza edizione della Monsoon Cup sotto i colori di Richard Mille, diventando Campione del Mondo di Match-Race.

### Auto e corse

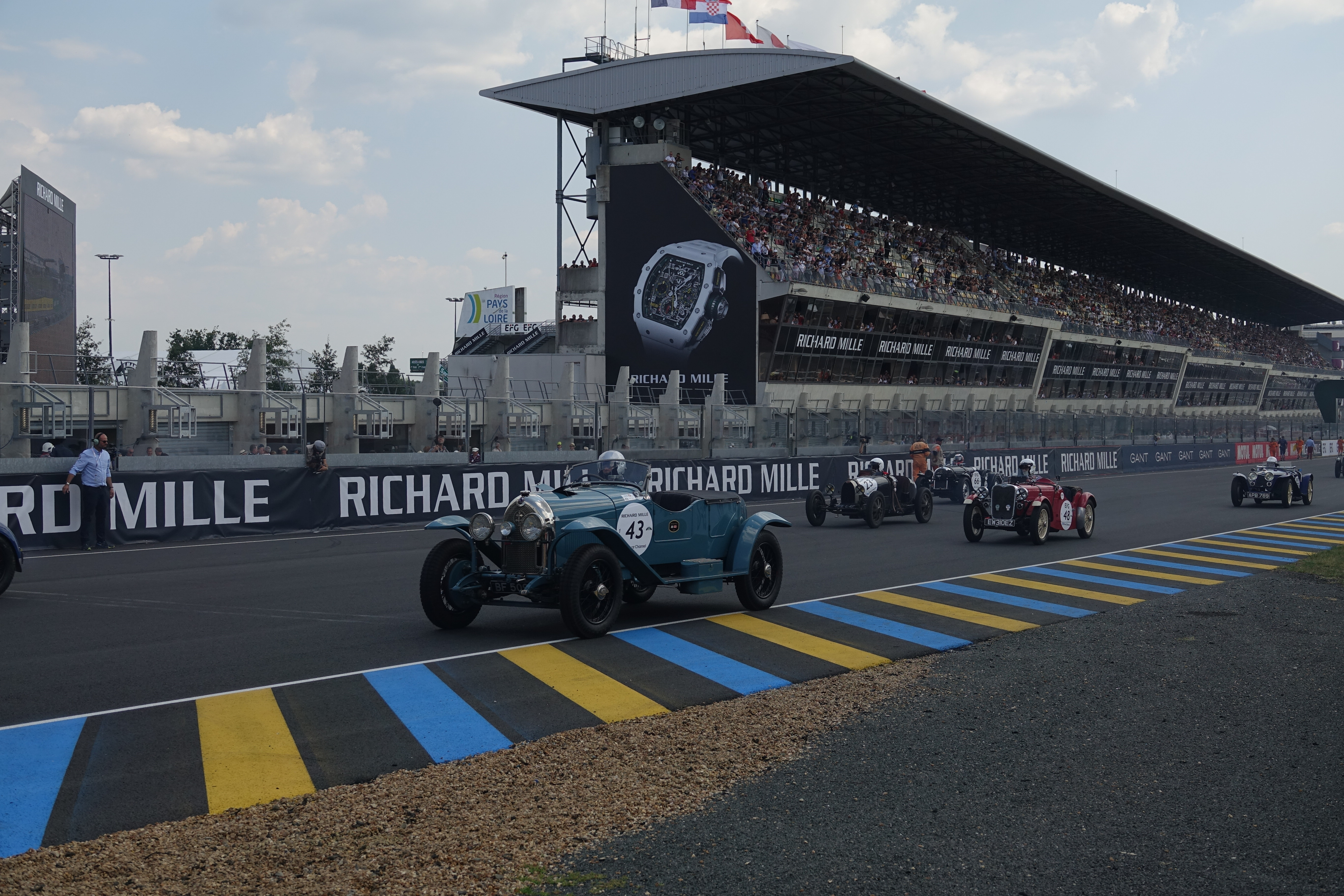
Richard Mille alla Le Mans classic

Richard Mille è presidente della Commissione Endurance della Fédération Internationale de l'Automobile (FIA) e partner del Le Mans Classic dal 2002.

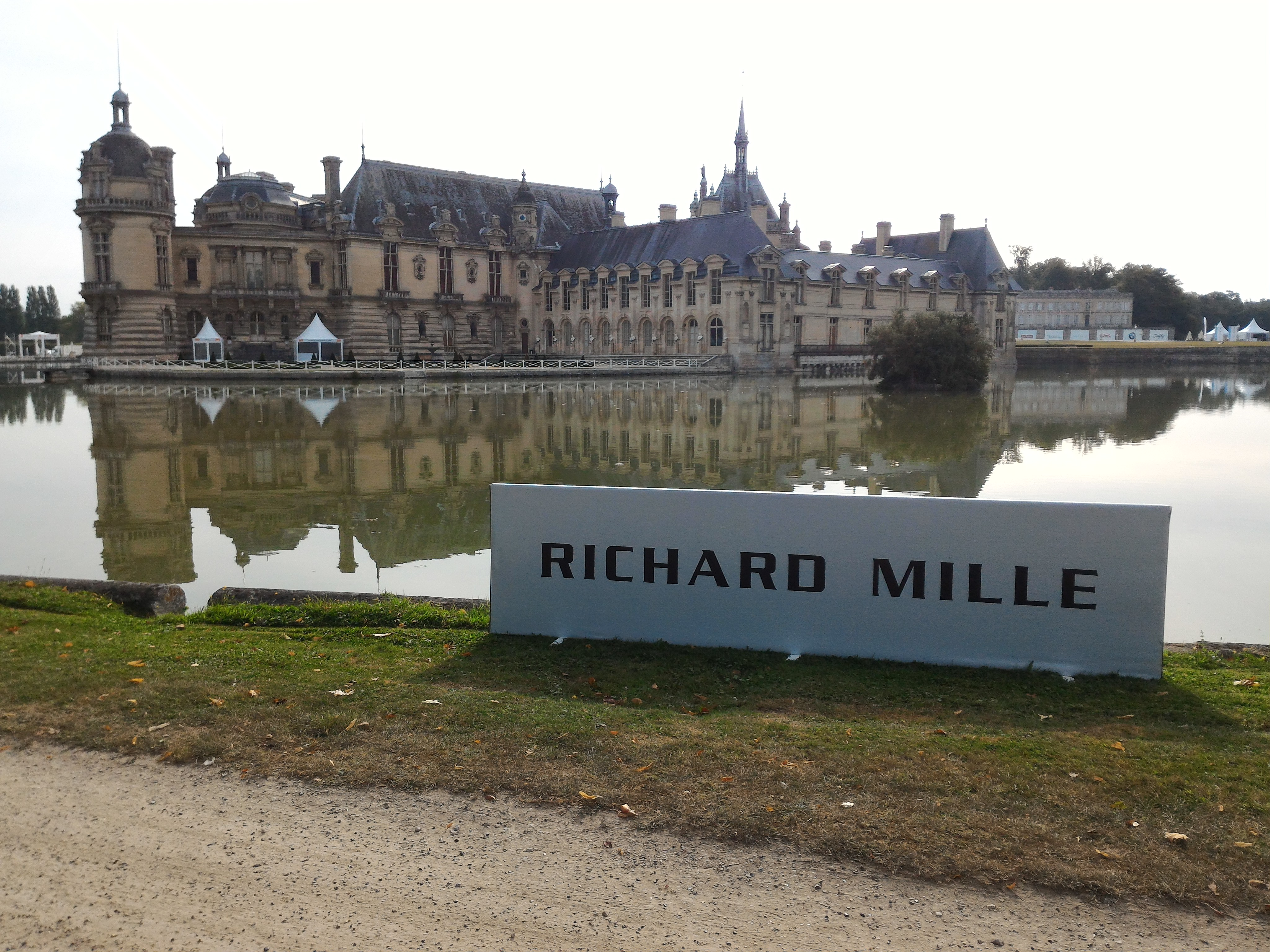
Il marchio al concorso di Chantilly

Nel 2014, in collaborazione con Peter Auto, il marchio ha contribuito alla creazione della concorso di eleganza Chantilly Arts & Elegance per auto d'epoca, diventando lo sponsor principale dell'evento.
Inoltre collabora con team di Formula 1 come Sauber, Haas F1 Team e McLaren Racing, e di Formula E come Nissan E-dams e Venturi Racing. Dal 2021,  è partner della Scuderia Ferrari, sostituendo Hublot.
Nel 2017, Richard Mille e McLaren Automotive hanno firmato un accordo decennale, dando vita al RM 11-03 McLaren Automatic Flyback Chronograph, prodotto in edizione limitata di 500 pezzi, correlato alla McLaren Senna.
Il marchio è anche partner ufficiale del circuito di Yas Marina ad Abu Dhabi e del Circuit Paul Ricard a Le Castellet dal 2018.
Nel 2018, Richard Mille ha annunciato una partnership triennale con il team Venturi, lanciando l'"RM11 Felipe Massa Rose Gold and Titanium".
Il marchio è anche partner di vari eventi automobilistici, tra cui lo Spa Classic, il Suzuka Sound of Engine Richard Mille, il Nürburgring Classic, il Rallye des Princesses e il Rallye des Légendes Richard Mille, oltre a Rétromobile.

### Altri sport
La maison sponsorizza il tennista Rafael Nadal, lanciando il "RM 27-03 Tourbillon Rafael Nadal" nel 2017. Dal 2013, sponsorizza anche il torneo di golf Open de France Dames.
Nel 2011, ha creato il Richard Mille Polo Team con il Principe Bahar del Brunei, Max Routledge, Pablo Mac Donough e Alejandro Muzzio.
Dal 2025, supporta il campione del mondo di ciclismo: Mathieu Van Der Poel.

### Arte
Nel 2014, Horométrie SA ha acquisito Éditions Cercle d'Art, una casa editrice specializzata in libri d'arte, orologeria, architettura, fotografia, design, gastronomia e automobili.

## Dati economici
Dal lancio del marchio, la crescita delle vendite è stata in media del 15% annuo, ma nel 2020, a seguito della crisi economica legata alla pandemia di Covid-19, le vendite sono diminuite con 4.300 orologi venduti nell’arco dell’anno. Nel 2018 Richard Mille ha venduto 4.600 orologi con un prezzo medio unitario di 180.000 euro e un fatturato di 300 milioni di franchi svizzeri.